# Molophilus (Molophilus) distiremus
Molophilus (Molophilus) distiremus is een tweevleugelige uit de familie steltmuggen (Limoniidae). De soort komt voor in het Neotropisch gebied.